# Hội chứng sợ số bốn
Hội chứng sợ số bốn, có tên khoa học là Tetraphobia (từ tiếng Hy Lạp τετράς — tetras, "bốn" và φόβος — phobos, "sợ hãi") là nỗi sợ hãi khiến người mắc phải hội chứng có xu hướng tránh sử dụng và tiếp xúc với số 4. Đây là một loại mê tín dị đoan phổ biến nhất ở các quốc gia Đông Á.

## Ở Trung Quốc
Người Trung Quốc tránh sử dụng số điện thoại và địa chỉ có sự xuất hiện của số bốn, đặc biệt khi chúng được kết hợp với một số khác làm thay đổi ý nghĩa. Ví dụ: “94” có thể được hiểu là đã chết trong một thời gian dài. Ở các khu vực nói tiếng Trung Quốc, 14 và 74 được coi là xui xẻo hơn một mình số 4, vì 14 khi đọc lên có âm thanh gần giống như "muốn / sắp chết" (要死) và 74 như "chắc chắn sẽ chết" hoặc "sẽ chết trong giận dữ "(氣死).

## Ở Hồng Kông
Ở Hồng Kông, một số căn hộ như Vista Paradiso và The Arch bỏ qua tất cả các tầng từ 40 đến 49. Ngay phía trên tầng 39 là tầng 50, dẫn đến nhiều người không biết về hội chứng sợ số bốn tin rằng một số tầng bị thiếu. Hội chứng sợ số bốn không phải là lý do chính ở đây, mà là lý do chủ yếu là để có căn hộ với nhiều tầng 'cao hơn', do đó sẽ tăng giá, bởi vì tầng cao hơn ở các căn hộ Hồng Kông thường đắt hơn. Đối với người nói tiếng Quảng Đông, 14 và 24 được coi là kém may mắn hơn một mình số 4, vì 14 (tiếng Quảng Đông Yale: sahp sei) có vẻ như "chắc chắn sẽ chết" (實 死, tiếng Quảng Đông Yale: saht séi), và 24 (tiếng Quảng Đông Yale: yih) sei) nghe như "dễ chết" (易 死, tiếng Quảng Đông Yale: yih séi).
Nơi mà các nền văn hóa Đông Á và phương Tây pha trộn, chẳng hạn như ở Hồng Kông, có thể ở một số tòa nhà sẽ bỏ qua cả tầng mười ba và tầng mười bốn, làm cho tầng thứ mười hai đứng trước tầng mười lăm, điều này tương tự cho các tầng có chứa số 4 khác. Do đó, một tòa nhà có tầng trên cùng được đánh số 100 nhưng trên thực tế chỉ có tám mươi tầng.

## Ở Đông Nam Á
Do dân số Trung Quốc đông và ảnh hưởng của văn hóa Trung Quốc ở Đông Nam Á lớn, số 4 ở đây cũng được coi là không may mắn.
Trong các tòa nhà của Malaysia và Singapore, nơi Trung Quốc có dân số lớn với 25% người Trung Quốc ở Malaysia và 75% người Singapore là người Trung Quốc, tầng 4 thỉnh thoảng bị bỏ qua.
Nhà khai thác vận tải công cộng Singapore SBS Transit đã bỏ qua biển số của một số xe buýt có số kết thúc bằng '4', vì vậy nếu xe buýt đăng ký là SBS *** 3 *, SBS *** 4 * sẽ bị bỏ qua và xe buýt tiếp theo sẽ được đăng ký sẽ là SBS *** 5 *. Lưu ý rằng điều này chỉ áp dụng cho một số xe buýt nhất định. Ví dụ, nếu xe buýt được đăng ký là SBS7533J, SBS7534G sẽ bị bỏ qua và xe buýt tiếp theo sẽ được đăng ký sẽ là SBS7535D.
Nhà điều hành vận tải công cộng của Singapore SMRT đã bỏ qua số '4' làm chữ số đầu tiên của số lượng xe ô tô cũng như dịch vụ Xe buýt Đêm của SMRT.
Ở Việt Nam, phát âm số bốn rõ ràng khác với âm thanh của chữ "cái chết" (tử). Trong Chữ nôm, "bốn" tương đương với từ "tứ" thường hay được sử dụng, do đó số 4 hiếm bị tránh né hoặc bỏ qua. Do vậy, trong quá khứ, người Việt Nam thường đặt tên con là "tư" hoặc "tứ", có nghĩa là "đứa con thứ tư được sinh ra trong gia đình".

## Ở Hàn Quốc
Ở Hàn Quốc, hội chứng sợ số 4 ít phổ biến hơn, số 4 nghe như "qua đời" và "sẽ chết" (사) nên tầng 4 hoặc số 4 hầu như luôn bị bỏ qua trong bệnh viện, phòng tang lễ và các tòa nhà công cộng tương tự. Trong các tòa nhà khác, tầng thứ tư đôi khi được dán nhãn "F" (Bốn) thay vì để số "4" trong thang máy. Đường sắt quốc gia, Korail, đã để lại đầu máy số 4444 khi đánh số một lớp các đầu máy từ 4401 trở lên. Một số kết hợp bởi nhiều số 4 này được coi là kém may mắn hơn cả một mình số 4, 14 nghe có vẻ như "Thời gian để chết" (사망 할 시간), 44 có âm thanh như khi phát âm cụm từ "Chết và Chết" (사망 및 사망자).